# Sadar Sriwijaya
Sadar Sriwijaya is een bestuurslaag in het regentschap Lampung Timur van de provincie Lampung, Indonesië. Sadar Sriwijaya telt 7482 inwoners (volkstelling 2010).